# Mike Carden
Michael Stephen Carden (Schaumburg, Illinois, 3 de diciembre de 1984) es un músico estadounidense integrante de la banda The Academy Is.... Ocupa el puesto de guitarrista.
Rechazó una invitación para unirse a Fall Out Boy cuando la banda comenzó. Posteriormente apareció en el vídeo A little less sixteen candles, a little more touch me, de Fall Out Boy, junto a William Beckett, donde los dos interpretaban el papel de vampiros. En el vídeo aparece tirando a alguien contra un coche, ayudado por Brendon Urie, de Panic at the disco.
Anteriormente, cerca de los inicios de la década de los 2000's y poco antes del comienzo de The Academy Is..., fue conocido en la escena musical "underground" de Chicago junto a la banda de folk-rock llamada "Jodie" (también conocida cómo June). Aunque no se tiene mucho conocimiento sobre esta banda, ya que sufrió de una rápida separación o "disolución".
- Datos: Q6016043